# Anna Wróblewska
Anna Wróblewska (ur. 29 grudnia 1972 w Warszawie) – polska dziennikarka i publicystka filmowa, wykładowczyni akademicka, animatorka kultury filmowej, autorka książek. Pierwsza rzeczniczka prasowa Polskiego Instytutu Sztuki Filmowej.

## Życiorys
Córka prorektor Szkoły Głównej Handlowej, profesor nauk ekonomicznych w dyscyplinie nauki o zarządzaniu, prof. dr hab. Marii Romanowskiej oraz wnuczka Stefana Witkowskiego, nauczyciela akademickiego, urbanisty, działacz społeczny, współzałożyciela Towarzystwa Sztuk Pięknych w Radomiu i Radomskiego Towarzystwa Naukowego).
Absolwentka Wydziału Polonistyki Uniwersytetu Warszawskiego (1996) oraz Podyplomowych Studiów Menadżerskich na SGH w Warszawie (1998).
W roku 1995 rozpoczęła pracę w studiu filmowym „Oko”, gdzie pracowała 10 lat. W latach 1999–2003 była rzeczniczką prasową filmów, głównie Jacka Bromskiego. Następnie, przez okres dwóch lat, redaktorka Działu Filmowego w „Antenie”. W latach 2002–2005 i od 2007 roku pracowała w Stowarzyszeniu Filmowców Polski. W latach 2007–2009 wicedyrektorka programowa Koszalińskiego Festiwalu Debiutów Filmowych „Młodzi i Film”. Pomysłodawczyni i koordynatorka działającego w latach 2008–2011 portalu www.bazafilmowa.pl. Od 2011 roku redaktorka serwisu www.sfp.org.pl. W latach 2012–2017 dyrektorka programowa festiwalu Kameralne Lato w Radomiu. W latach 2014–2018 rzeczniczka prasowa Festiwalu Polskich Filmów Fabularnych w Gdyni.
Wykładowczyni na Uniwersytecie Kardynała Stefana Wyszyńskiego w Warszawie, specjalizuje się w tematyce zarządzania kulturą. Od 2019 roku odpowiada za promocję w Studiu Munka oraz jest jego rzeczniczką prasową. Wykłada na wydziale Organizacji Sztuki Filmowej PWSFTviT w Łodzi.

## Publikacje książkowe
- A statek płynie... 30 lat Festiwalu Polskich Filmów Fabularnych w Gdyni, red. Bożena Janicka, Warszawa 2005
- Filmowcy. Polskie kino według jego twórców, Warszawa 2006
- Oko szeroko otwarte. 25 lat Studia Filmowego Oko, Warszawa 2009
- Polski film dla dzieci i młodzieży, Warszawa 2014
- Rynek filmowy w Polsce, Warszawa 2004
- Film z widokiem na morze: 40 lat Festiwalu Filmowego Gdańsk – Gdynia, Warszawa 2015
- Pieniądze – produkcja – rynek: finansowanie produkcji filmowej w Polsce, Łódź 2019
- Dystrybucja filmowa. Od kina do streamingu, 2020[6]

## Nagrody, wyróżnienia i odznaczenia
- Nagroda Ministra Kultury za działalność na rzecz kultury (2005)
- Laureatka II edycji Nagród Polskiego Instytutu Sztuki Filmowej (2009)
- Nagroda ZAiKS-u za twórczość dla dzieci (2015)[7]
- Brązowy Medal „Zasłużony Kulturze Gloria Artis” (2019)[8]